# Rußstraße

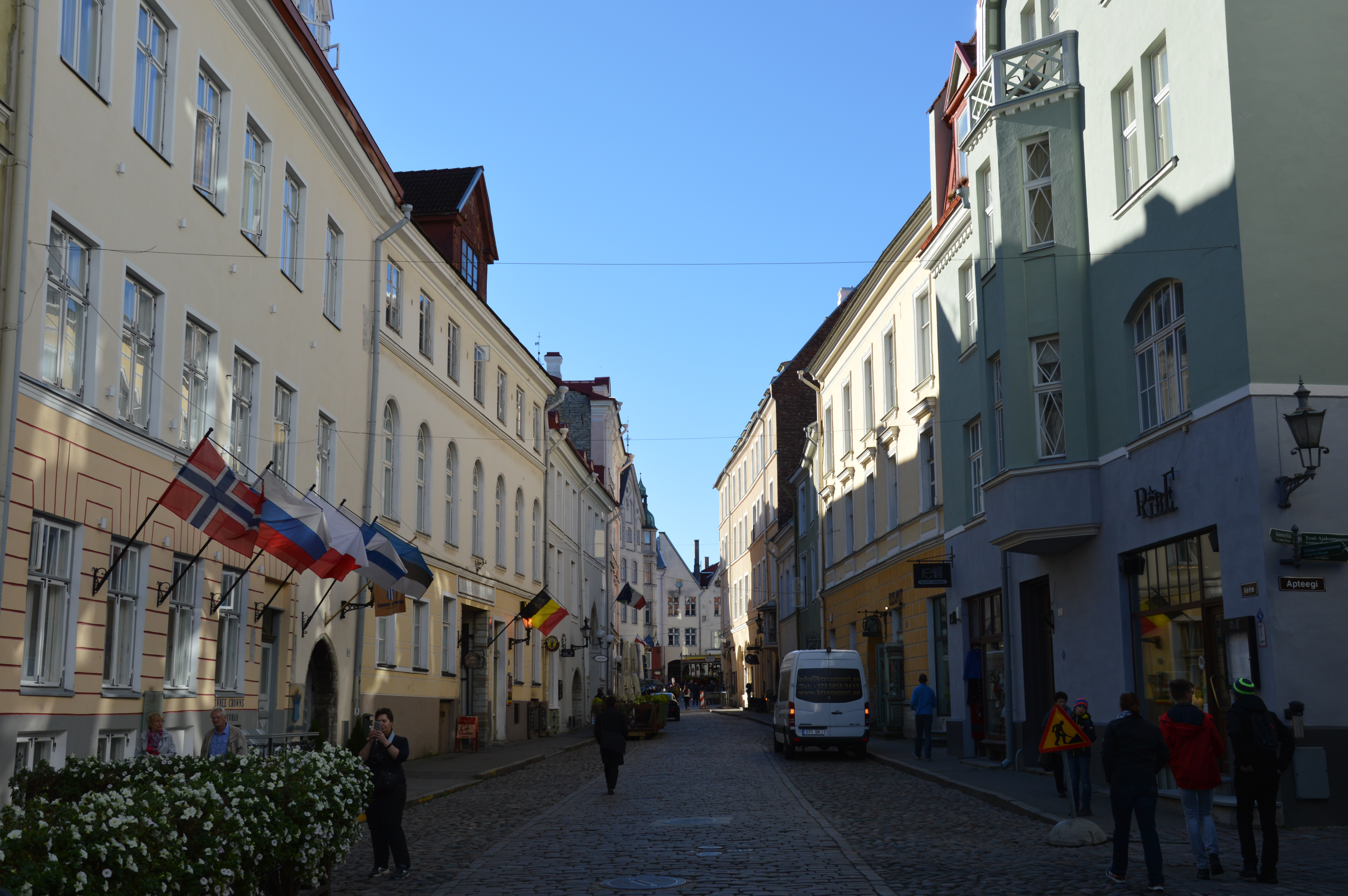
Rußstraße

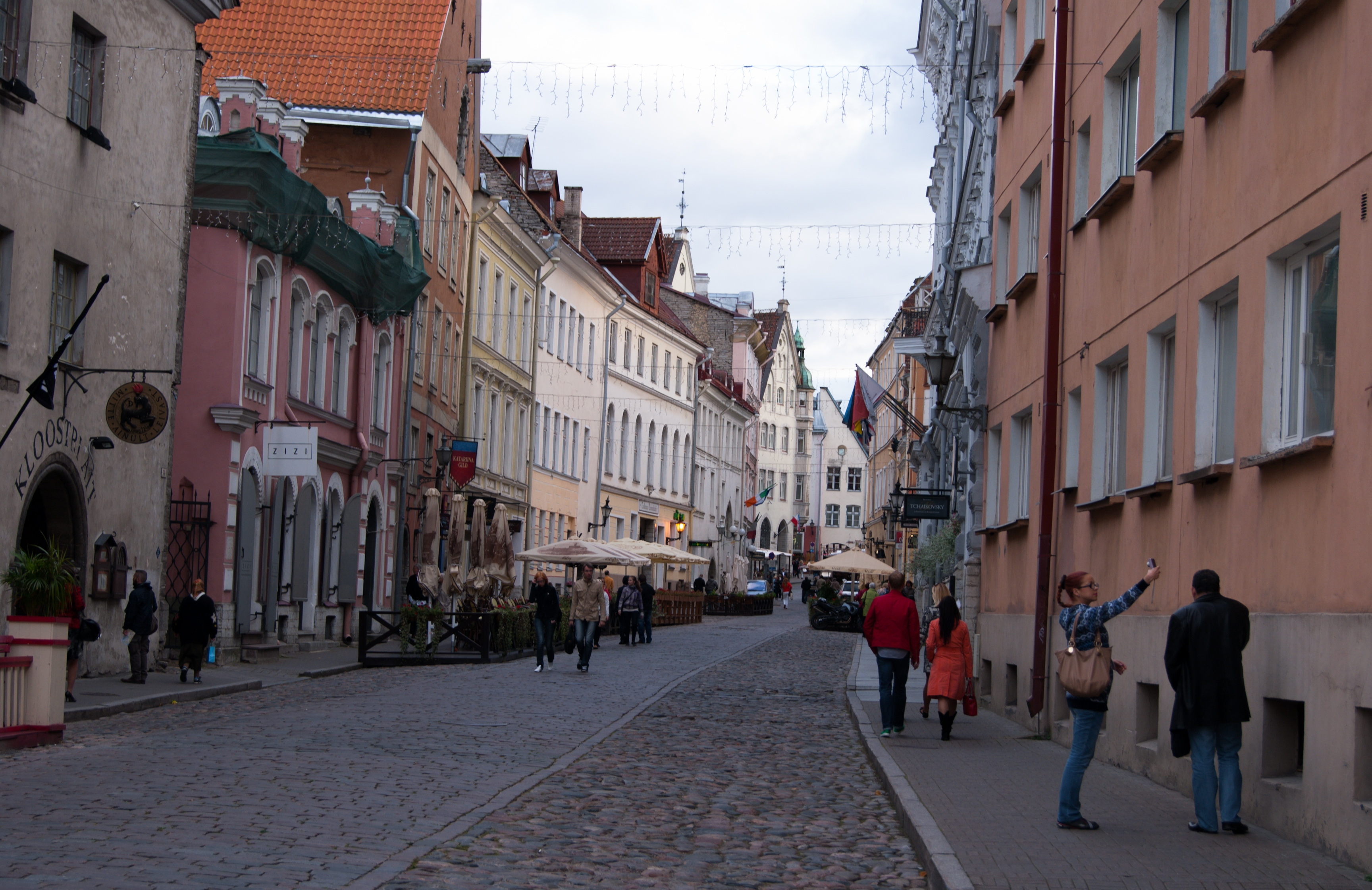
2012

Die Rußstraße (estnisch Vene tänav) ist eine Straße in der estnischen Hauptstadt Tallinn (deutsch Reval).

## Verlauf
Sie verläuft durch die Revaler Altstadt von der Olevstraße (estnisch: Olevimägi) im Norden bis zum Alten Markt (Vana turg) im Süden. Auf halber Strecke mündet von Osten der bekannte Katharinengang (Katariina kaik) auf die Rußstraße ein.

## Geschichte und Gebäude
In historischer Zeit diente die Rußstraße als Verbindung vom Hafen zum Alten Markt. Der Name der Straße Ruß kommt von russisch und bezieht sich auf einen sehr alten russischen Kaufmannshof sowie eine russische Kirche. Im Deutschen war auch der Name Mönchsstraße gebräuchlich. Dieser Name ging auf das nördlich des Katharinengangs auf der Ostseite der Straße befindliche St. Katharinen-Klosters zurück. Dort befindet sich seit 1844 auch die katholische St. Peter und Paul-Kirche. Bereits aus dem 15. Jahrhundert stammt die an der Hausnummer 24 befindliche Kirche des Heiligen Nikolaus des Wundertäters.
Bemerkenswert ist der an der Adresse Rußstraße 6 befindliche Hof der Meister, in dem Kunsthandwerker und Gastronomie angesiedelt sind.
Darüber hinaus bestehen entlang der Rußstraße viele Restaurants, Galerien, Hotels, Museen und Handwerksgeschäfte.